# Luis Pérez Solero
Luis Pérez Solero y de Acevedo (Burgos, 1892 - Madrid, 1968) fue uno de los pioneros de la publicidad y de las relaciones públicas en España. Compaginó esto con sus vocaciones de dibujante, músico y poeta.

## Biografía
Luis Pérez Solero fundó en San Sebastián en el año 1929 Impera SL, posiblemente una de las agencias de publicidad más antiguas de España. El 31 de julio de 1934 fue contratado por la empresa jerezana González Byass como jefe de propaganda dirigiendo la publicidad de la Casa hasta 1964.
Muchos de los eslóganes de González Byass se hicieron populares entonces, pero si algo le hizo famoso a todos los niveles fue la ‘humanización’ que le dio en el año 1935 a la botella del ‘Tío Pepe’, a la que (tras un concurso realizado entre la población, cuyo ganador fue Don Joaquín Ramírez) puso traje y sombrero cordobés de color rojo acompañado de una guitarra y la dotó del eslogan "Sol de Andalucía embotellado". Con su particular facilidad para la pluma y el verso, Pérez Solero describió así su creación:

Veréis con qué sencillez me dieron forma en Jerez:
Embotellaron el sol de Andalucía, primero;
me pusieron una chupa, la guitarra y un sombrero;
¡y así nació el Tío Pepe, lleno de gracia y salero!
¡¡Ya veis con qué sencillez,
se viste un vino en Jerez!!

De esta forma Luis Pérez Solero fue uno de los pioneros mundiales en crear lo que hoy día se llama Personalidad de marca o Brand Personality. En 1936 colocó un cartel de González Byass en la Puerta del Sol, sobre el antiguo Hotel París, que decía "González Byass: Vinos, Jerez, Coñac" y encima de la G había una gran copa de fino. En 1951 se reformó la plaza y el cartel fue cambiado por el mismo autor con la incónica figura de la botella con chaleco y el texto "Tío Pepe. Sol de Andalucía embotellado. González Byass". En el año 2011 el cartel fue retirado aunque fue repuesto tras su restauración en 2013.
Como reconocimiento a su intensa labor de promoción de Jerez y sus vinos, el Ayuntamiento de esta ciudad le otorgó en 1958 el título de Hijo Adoptivo de Jerez de la Frontera, y en 1971 el Ayuntamiento de San Sebastián, -ciudad a la que se trasladaba en verano-le  condecoró a título póstumo con el Tambor de Oro, máximo galardón que se otorga a quienes han contribuido de forma generosa a la promoción de esta ciudad. 
Casado con Juana Escala Uranga, tuvo dos hijos, Ricardo y José Luis, que continuaron en la actividad publicitaria a través de la agencia de publicidad "Rasgo", fundada en 1947 y que posteriormente se asociaría a la multinacional americana Grey hasta finales de los años 70. Muchos de sus nietos y bisnietos siguen ligados al mundo de la publicidad.